# Joseph Georg Meinert

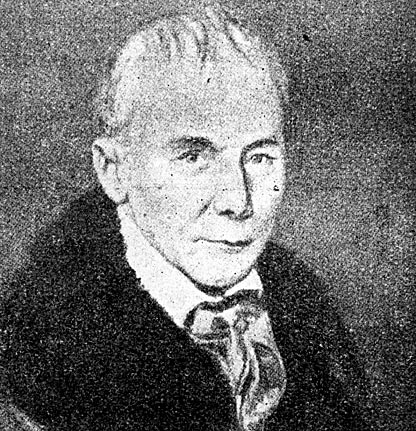
Joseph Georg Meinert

Joseph Georg Meinert (* 22. Februar 1773 in Leitmeritz; † 15. Mai 1844 in Partschendorf in Mähren) war ein böhmischer Volksliedersammler, Kulturhistoriker und Philosoph. Sein Werk Der Fylgie war die erste wissenschaftliche Ausgabe von mundartlichen Volksliedern im deutschsprachigen Raum.

## Leben
Nach dem Gymnasialbesuch in seiner Heimatstadt studierte Meinert Philosophie und Rechtswissenschaften an der Karls-Universität in Prag und setzte ab 1795 seine Studien in Jena fort. 1799 legte Meinert seine Dissertation De notione idealium eorumque vi ad felicitatem hominum promovendam vor, unterrichtete dann am akademischen Gymnasium in Prag und erhielt 1806 als Nachfolger von August Gottlieb Meißner eine Professur für Ästhetik und Geschichte an der Karls-Universität.
Meinert war Herausgeber der Wochenschrift Der böhmische Wandersmann, die auch tschechisch als Český poutník erschien, und der Zeitschrift Libussa. Er war einer der ersten deutschsprachigen Volksliedersammler. 1811 wurde Meinert wegen einer Kehlkopferkrankung pensioniert und zog nach Bartošovice, wo er zusammen mit der grande dame Josephine Gräfin von Pachta eine außereheliche Lebensgemeinschaft begründete, aus der seine beiden Kinder Hugo und Fanny hervorgingen. Nach dem Tode seiner Lebensgefährtin ließ Meinert 1833 in Partschendorf ein an die Weimarer Fürstengruft angelehntes Mausoleum errichten, in dem auch er und sein verunglückter Sohn ihre letzte Ruhestätte fanden.
Meinert war mit den Romantikern Joseph von Eichendorff und Clemens Brentano befreundet.

## Werke
- Hymne an den Frieden, 1798
- Rede über das Interesse der Aesthetik, Paedagogik, Geschichte der Gelehrheit und Philosophie, 1807
- Der Fylgie. Alte teutsche Volkslieder in der Mundart des Kuhländchens. Herausgegeben und erläutert von Joseph George Meinert. Band 1. Perthes und Beßer, Wien und Hamburg 1817 (Digitalisat bei Google Books; Nachdruck: Elwert, Marburg 1987, ISBN 3-7708-0873-8)